# Frauke Matz
Frauke Matz (* 1976) ist eine deutsche Fremdsprachendidaktikerin und Hochschullehrerin.

## Leben
Nach dem ersten Staatsexamen (1995–2000) an der Universität Essen, dem Master of Arts (English Studies 2000–2003) an der University of Wolverhampton und der Promotion 2006 an der Universität Duisburg-Essen ist sie seit 2018 Lehrstuhlinhaberin für englische Fachdidaktik in Münster.

## Schriften (Auswahl)
- He simply went to pieces. Literarische Reaktionen auf das Phänomen der Kriegsneurose bei Rose Macaulay, Rebecca West, Dorothy L. Sayers und Virginia Woolf. Berlin 2007, ISBN 3-631-56330-2.
- mit Carmen Mendez und Michael Rogge: Four Weddings and a funeral. Paderborn 2012, ISBN 3-14-041178-2.
- mit Michael Rogge und Philipp Siepmann (Hg.): Transkulturelles Lernen im Fremdsprachenunterricht. Theorie und Praxis. Frankfurt am Main 2014, ISBN 3-631-64890-1.
- mit Ricardo Römhild, Anika Marxl, Philipp Siepmann (Eds.): Rethinking Cultural Learning. Cosmopolitan Perspectives on Language Education. Trier 2024. ISBN 978-3-98940-005-4